# گاه‌شماری مایا
گاهشماری مایا، یکی از تقویم و گاهشماری‌های رایج در میان اقوام آمریکای مرکزی و جنوبی یعنی مایاها بود. مایاها سه نوع تقویم را بیشتر استفاده می‌کردند که شامل سالنامهٔ مقدس۲۶۰روزه، هاآب یا سال مبهم ۳۶۵روزه و تقویم کامل ۵۲ ساله است. علاوه بر اینها، آنها یک نظام گاهشماری هم داشته‌اند که دانشمندان امروزی آن را شمارش طولانی (سلسله آغازین) می‌نامند و آنها چند مشتق از این شمارش‌های طولانی را انتخاب می‌کنند تا بتوانند تعداد دقیق روزهایی را که یک اتفاق مشخص در گذشته افتاده را محاسبه و ثبت و ضبط کنند.

## سالنمای مقدس
این سالنامه برای بیست روز، بیست نام را شامل می‌شد که ظاهراً هر نام، نام یکی از خدایان بوده و سیزده شمار روزانه مرتبط با ۲۶۰ روز است. این نام‌ها و شمارها با هم ترکیب شده و سرانجام با یکدیگر دست به عمل می‌زدند. نام اولین روز ایمیکس (به انگلیسی: Emix)بود و اولین باری که ایمیکس در ۲۶۰ روز ظاهر می‌شود آن سال یک ایمیکس محسوب می‌شود. روز بعدی ایک(به انگلیسی: ik) بوده و شمار روز بعدی ۲ بوده به همین خاطر به دومین سال را ۲ ایک می‌گفتند. سومین روز آکبال(به انگلیسی: َAkbal) نام داشته و به همین خاطر به سومین روز سال ۳ آکبال می‌گفتند؛ و زمانی که شمارش‌ها به ۱۳ می‌رسید شمارش اعداد دوباره به یک می‌رسید و ایکس چهارمین نام به ایکس می‌پیوست. زمانی که شمارش روز به ۸ می‌رسید، نام‌های بیستگانه یکبار مورد استفاده قرار گرفته و روز بعدی آن ۸ ایمیکس بود و زمانی که ۲۶۰ روز سال به‌طور کامل استفاده می‌شد و ایمیکس دوباره ظاهر می‌شد و این دورهٔ سلسله وار دوباره تکرار می‌شد.

## فهرست کامل نام‌های روزهای سالنمای مقدس
| ردیف شماره. ۱ | روز اسم۲          | نشان مثال۳ | قرن ۱۶. یوکاتیک۴ | بازسازی‌شده مایا کلاسیک ۵ |    | ردیف. شماره. ۱     | روز اسم۲ | نشان مثال۳ | قرن ۱۶. یوکاتیک۴ | بازسازی‌شده مایا کلاسیک ۵ |
| ۰۱ | ایمیکس (Imix)'    |            | Imix             | Imix (?) / Ha' (?)       | ۱۱ | چوئن (Chuwen)      |          | Chuen      | (نامشخص)         |                          |
| ۰۲ | ایک (Ik)'         |            | Ik               | Ik'                      | ۱۲ | اب (Eb)'           |          | Eb         | (نامشخص)         |                          |
| ۰۳ | آکبال (Ak'b'al)   |            | Akbal            | Ak'b'al (?)              | ۱۳ | بن (B'en)          |          | Ben        | C'klab           |                          |
| ۰۴ | کان (K'an)        |            | Kan              | K'an (?)                 | ۱۴ | ایکس (Ix)          |          | Ix         | Hix (?)          |                          |
| ۰۵ | چیک‌چان (Chikchan) |            | Chicchan         | (نامشخص)                 | ۱۵ | من (Men)           |          | Men        | (نامشخص)         |                          |
| ۰۶ | کیمی (Kimi)       |            | Cimi             | Cham (?)                 | ۱۶ | کیب (K'ib)'        |          | Cib        | (نامشخص)         |                          |
| ۰۷ | مانیک (Manik)'    |            | Manik            | Manich' (?)              | ۱۷ | کابان (Kab'an)     |          | Caban      | Chab' (?)        |                          |
| ۰۸ | لامات (Lamat)     |            | Lamat            | Ek' (?)                  | ۱۸ | اتز ناب (Etz'nab)' |          | Etznab     | (نامشخص)         |                          |
| ۰۹ | مولوک (Muluk)     |            | Muluc            | (نامشخص)                 | ۱۹ | کاواک (Kawak)      |          | Cauac      | (نامشخص)         |                          |
| ۱۰ | اوک (Ok)          |            | Oc               | (نامشخص)                 | ۲۰ | آیو (Ajaw)         |          | Ahau       | Ajaw             |                          |
| NOTES: 1. شماره ترتیب روز نامگذاری شده در تقویم 2. نام روز استاندارد شده بر اساس تحقیقات آکادمیک 3. یک نشان (گلیف) مثال برای روز نام‌گذاری شده 4. نام براساس اسناد برجای مانده از قرن ۱۶ 5. نام روز واقعی که در زمان دوره کلاسیک صحبت شده بود |                   |            |                  |                          |    |                    |          |            |                  |                          |

## سال مبهم یا هاآب
از این سالنامه برای ثبت مسائل کشوری و سلطنت و فرمانروایی استفاده می‌کردند و این سالنامه به صورت یک سالنامه خورشیدی بوده و ۱۹ ماه را شامل می‌شده که ۱۸ ماه اول ۲۰ روز است و ماه نوزدهم ۵ روز بود و به‌طور کلی ۳۶۵ روز در سال داشته‌اند. ماه آخر یوایب (به انگلیسی: Vayeb) نامیده می‌شد که در نظر مردم آن دوره بدشگون هم بود و مردم سعی می‌کردند در این ۵ روز دست به کاری نزنند.

## ماه‌های سال مبهم
| ردیف. شماره. | یوکاتیک اسم        | هیروگلیف | معنای نشان |    | ردیف. شماره.      | یوکاتیک اسم   | هیروگلیف | معنای گلیف      |
| ۱            | پوپ (Pop)          |          |            | ۱۰ | یاکس (Yax)        |               | سبز      |                 |
| ۲            | وو (Wo)'           |          |            | ۱۱ | ساک (Sak)'        |               | سفید     |                 |
| ۳            | سیپ (Sip)          |          |            | ۱۲ | که (Keh)          |               | قرمز     |                 |
| ۴            | سوتز (Sotz)'       |          |            | ۱۳ | ماک (Mak)         |               |          |                 |
| ۵            | سک (Sek)           |          |            | ۱۴ | کانکین (K'ank'in) |               |          |                 |
| ۶            | کسول (Xul)         |          |            | ۱۵ | موآن (Muwan)'     |               |          |                 |
| ۷            | یاکسکین (Yaxk'in)' |          |            | ۱۶ | پاکس (Pax)        |               |          |                 |
| ۸            | مول (Mol)          |          |            | ۱۷ | کایاب (K'ayab)    |               |          |                 |
| ۹            | چن (Ch'en)         |          | سیاه       | ۱۸ | کومکو (Kumk'u)    |               |          |                 |
|              |                    |          |            |    | ۱۹                | وایب (Wayeb)' |          | پنج روز بد شگون |

روزهای این سال با نام‌هایشان معرفی می‌شده و به همراه شماره‌ای از صفر تا نوزده برای ماه‌های ۲۰ روز و از صفر تا ۴ برای آن یک ماه روز است.
مایا در بیان تاریخ، تاریخ سال مقدس و سال مبهم را با هم ترکیب می‌کنند و می‌توان گفت که تاریخ نوشته شده نام روز، شماره روز و نام ماه و شماره ماه را ذکر می‌کنند.

## شمارش طولانی
تقویم مایاها یک تاریخ شبیه به شمارش طولانی است که در نقطه‌ای مشخص از زمان اثبات می‌شود که این نقطه مربوط می‌شد به یک واقعه مهم در تاریخ مایاها.
طبق مطالعات دانشمندان امروزی ممکن است این رویداد مربوط به خلقت جهان باشد و مایاها در تقویم خود بسیار به این مسئله تأکید دارند.
مبدأ تاریخی مایاها مطابق است با روزی در تاریخ ۳۱۱۴ قبل از میلاد این زمان، یکی از راه‌های سیزده‌گانه باهاتون است که می‌توان حدودی گفت که ۵۱۲۸ سال خورشیدی یا ۱/۸۷۲/۰۰۰ روز است که دراین لحظه به پایان رسیده نیمهٔ بعدی آغاز شده‌است و به همین جهت تاریخ کومکو نامیده می‌شود. مایاها تاریخ شمارش طولانی خود را مقابل تقویم دوار خود قرار می‌دادند.

## شمارش کوتاه
در اواخر دوران کلاسیک مایاها تصمیم گرفتند نظام شمارش طولانی خود را کوتاه کنند و بدین ترتیب نمادها و علائم خود را کاهش دادند.